# Thaia saprophytica
Thaia saprophytica Seidenf., 1975 è una pianta della famiglia delle Orchidacee. È l'unica specie del genere Thaia e della tribù Thaieae.

## Distribuzione e habitat
La specie è diffusa nella Cina meridionale (Yunnan) e in Indocina (Laos e Thailandia.